# Isopterygium densifolium
Isopterygium densifolium là một loài Rêu trong họ Hypnaceae. Loài này được Lindb. ex Broth. mô tả khoa học đầu tiên năm 1892.